# 붕대 클럽
《붕대 클럽》(包帯クラブ 호타이쿠라부[*])은 덴도 아라타의 일본 소설이자 이를 원작으로 제작된 2007년 일본 영화이다.

## 영화

### 출연
- 야기라 유야
- 이시하라 사토미
- 다나카 케이
- 칸지야 시호리
- 세키 메구미
- 사토 치아키
- 후부키 준
- 하라다 미에코
- 시오미 산세이